# 乞愛者
《乞愛者》（日语：愛を乞うひと）是一部1998年上映的日本電影，改編自下田治美的同名小說，平山秀幸執導，原田美枝子主演。該作品曾代表日本參加第71屆奧斯卡金像獎的奥斯卡最佳国际影片奖，但最終並未入圍。並在日本電影學院獎上被選為最佳影片。

## 故事大綱
照惠是一名單親母親和家庭主婦，一直在工作的同時尋找已故父親陳文雄的骨灰。儘管他在區公所和醫院尋找線索，卻沒有得到任何消息。與此同時，照惠的女兒深草最近很晚回家，並且不願意告訴母親原因，引發了母女之間的爭吵。在一次爭吵中，照惠不小心打了女兒的臉，這讓她回想起自己陰暗的少女時代的記憶。
當照惠還很小的時候，她的父母離婚，與父親文雄度過幸福的生活。然而在父親去世後，她被送進孤兒院，然後在下一年，他的母親豐子帶她離開，使得他的生活發生了巨變。照惠和豐子以及豐子的第二個丈夫（中島的父親）和同父異母的弟弟武則一起生活在軍營小屋裡，但從一開始，照惠就受到母親的冷淡對待。
三年後，由於豐子與中島的父親分手，照惠和武則隨著母親搬到了一個引揚者居住的地方，但生活依然貧困。有一天，照惠向母親要錢去夏日祭典的攤位，卻被豐子懲罰，武則和父親無法制止母親的虐待，使得照惠每天都忍受著暴力。一天，照恵鼓足勇氣質疑豐子為何領養自己，然而，豐子則回答只是勉強把你接回來，這使照恵震驚地得知，母親並不愛她。
六年過去，畢業後的照惠開始工作，但豐子的虐待仍在繼續，某天，她再也無法忍受生活，離家出走，再也沒有回去過。 現在，照惠和深草前往文雄的故鄉臺灣尋找遺骨，花了數天的時間拜訪了叔叔的家等多處地方，但遺骨並未找到。回國後，照惠再次向區公所請求調查，戶籍課的職員告訴她：「也許陳文雄的國籍仍是中華民國（臺灣）人？」。
經由外國人註冊辦公室的調查，發現陳文雄的遺骨埋在三鷹市的寺廟。照恵和深草造訪了寺廟，與父親的遺骨見面。

## 演員
- 山岡照惠/陳豐子 - 原田美枝子[5]
- 山岡照惠（5歲） - 小井沼愛[5]
- 山岡照惠（10歲） - 牛島裕樹（日语：牛島ゆうき）[5]
- 山岡照惠（15歲）淺川稚廣（日语：浅川稚広）[5]
- 陳文雄 - 中井貴一[5]
- 中島武人 - 師師岡（日语：モロ師岡）
- 和知三郎 - 國村隼
- 山岡深草 - 野波麻帆（日语：野波麻帆）
- 和知武則 - 氏木毅（日语：うじきつよし）
- 和知武則（4歳）- 前田弘（4歳）
- 和知武則（7歳）- 塚田光（日语：塚田光）
- 和知武則（11歳）- 五十畑迅人（日语：五十畑迅人）
- 王東谷 - 小日向文世
- 王雜 - 熊谷真實（日语：熊谷真実）
- 香音 - 大澤明音（日语：大沢あかね）
- 香音的母親 - 畠山明子（日语：畠山明子）
- 香音的父親 - 溫水洋一
- 豐子的同事 - 廣岡由里子（日语：広岡由里子）
- 女醫生 - 阿知波悟美（日语：阿知波悟美）
- 酒井千鶴  - 西田尚美
- 計程車司機 - 丹陽
- 護士  - 花原照子
- 竹内俊男 - 野澤司郎（日语：マギー司郎）
- 片倉修司 - 中村有志（日语：中村有志）
- 高田米 - 新村禮子（日语：新村礼子）
- 村田幸子 - 今吉諒子
- 其他 - 佐藤正宏（日语：佐藤正宏）、花王收（日语：花王おさむ）等人

## 製作人員
- 導演：平山秀幸（日语：平山秀幸）[5]
- 編劇：鄭義信[5]
- 音樂：千住明[5]
- 攝影：柴崎幸三（日语：柴崎幸三）[5]
- 美術：中澤克巳[5]
- 編輯：川島章生
- 錄音：宮本久幸
- 照明：上田成之（日语：上田なりゆき）
- 音響效果：斎藤昌利
- 副導演：原正弘、水戸敏博、谷口正晃（日语：谷口正晃）、河合勇人
- 製作負責人：福島聡司（日语：福島聡司）
- 特殊化妝：西岡麗子·克魯克、多明尼克·科拉登
- 特技指導：柴原孝典（日语：柴原孝典）
- 視覺效果製作人：中子真治（日语：中子真治）
- 視覺效果：日本特效中心（日语：日本エフェクトセンター）
- 拍攝場地：日活拍攝所（日语：日活拍攝所）
- 後製：東京現像所（日语：東京現像所）
- 製片者：藤峰貞利、高井英幸（日语：高井英幸）、阿部忠道
- 製片人：藤田義則、木村尚代、宮內眞吾
- 聯合製作：瀬田一彥、赤井淳司

## 製作
該電影是由Sundance Company的木村典代提出的。受木村的推薦，公司代表古澤利夫（藤崎貞利）東寶的常務董事高井英幸提出了計劃，然後決定了製作。他們選擇曾在《夢之村》中扮演母親角色的原田美枝子作為主演。該電影亦在臺灣當地取景拍攝。

## 獎項
- 第45屆亞太影展：最佳編劇獎[8]／最佳男配角獎
- 第22屆蒙特利爾世界電影節：國際評論家協會獎[9]
- 第22屆日本電影學院獎：
  - 最佳獎項：最佳影片獎／最佳導演獎／最佳編劇獎／最佳女主角獎／最佳美術獎／最佳攝影獎／最佳剪輯得主／最佳燈光獎[10]
  - 優秀獎項：最佳女配角獎／最佳音樂獎／最佳音響獎
- 第41屆藍絲帶獎：最佳女主角獎[11]
- 第23屆報知電影獎：最佳女主角獎[12]
- 第72屆電影旬報最佳十佳：委員選出的日本電影第二名／最佳女主角獎／最佳編劇獎[13]
- 第53屆每日電影獎：最佳影片獎／最佳導演獎／最佳女主角獎／最佳美術獎[14]
- 第11屆日刊體育電影大獎：最佳影片獎／最佳導演獎[15]
- 第20屆横滨电影节：日本電影十佳第五名/最佳男主角獎／最佳女主角獎[16]

## 改編作品

### 2017年電視劇
由篠原涼子、廣瀨愛麗絲、杉本哲太和鈴木梨央主演的電視特別劇翻拍版於2017年1月11日在日本電視台播出。

## 外部連結
- 互联网电影数据库（IMDb）上《Ai o kou hito (1998)》的资料（英文）
- AllMovie上《Begging for Love》的资料（英文）
- . Japanese Movie Database.   [2009-05-16]. （原始内容存档于5 April 2009） （日语）.
- . walkerplus.com.   [2009-05-16]. （原始内容存档于9 March 2005） （日语）.
- . allcinema.net.   [2009-05-08]. （原始内容存档于2017-07-26） （日语）.
- . Variety Japan.   [2009-05-16] （日语）.